# Costa de Llevant
Costa de Llevant är en kust i Spanien.   Den ligger i regionen Katalonien, i den östra delen av landet, 500 km öster om huvudstaden Madrid.